# Nagari Guguak Sarai
Nagari Guguak Sarai is een bestuurslaag in het regentschap Solok van de provincie West-Sumatra, Indonesië. Nagari Guguak Sarai telt 1630 inwoners (volkstelling 2010).